# Oculudentavis
Oculudentavis è un genere estinto di sauro di incerta posizione tassonomica, originariamente identificato come un dinosauro aviale (uccello, in senso lato) vissuto nel Cretaceo superiore, circa 99,41-98,17 milioni di anni fa (Cenomaniano). Il genere contiene una singola specie, ossia O. khaungraae. L'unico esemplare fossile noto di Oculudentavis è un cranio completo conservato in un'ambra birmana. Il cranio era lungo 1,4 centimetri (0,55 pollici), indicando che Oculudentavis avrebbe avuto dimensioni paragonabili al colibrì di Elena, se fosse stato un avialae. L'esemplare nell'ambra è stato recuperato nei depositi del Bacino di Hukawng, nello Stato di Kachin, nel Myanmar settentrionale. L'esemplare è al centro di polemiche sulla sua reale identità, nonché sulle questioni etiche che circondano l'acquisizione e lo studio delle ambre birmane.

## Descrizione
Il cranio di Oculudentavis era lungo 1,4 centimetri (0,55 pollici), indicando che Oculudentavis sarebbe il più piccolo dinosauro mesozoico conosciuto, se tale identificazione fosse corretta. L'animale sarebbe stato paragonabile per dimensioni al moderno colibrì di Elena, il più piccolo dinosauro vivente conosciuto. Aveva un muso sottile e un tetto cranico rotondeggiante, oltre a una lunga fila di 23 denti. Le orbite erano molto grandi e alloggiavano un grande anello sclerotico formato da insoliti ossicini sclerotici a forma di cucchiaio, forma curiosa per un dinosauro che generalmente possiedono ossicini sclerotici rettangolari. Ciò indica che probabilmente era un animale diurno, attivo principalmente durante il giorno. Gli occhi sporgevano lateralmente verso l'esterno seguendo la forma dell'osso giugale (zigomi) inclinato, indicando che non possedeva una visione binoculare. Si pensa che Oculudentavis avesse un morso relativamente forte e una dieta specializzata di piccoli invertebrati, sulla base dei denti affilati, la struttura dei tessuti delle fauci, l'alto processo coronoideo ed il robusto cranio inflessibile.
Oculudentavis presentava un curioso mix di tratti plesiomorfici ("primitivi") ed evoluti rispetto ad altri aviali mesozoici, che mettondo in dubbia la sua classificazione come tale. Contrariamente ad ogni rappresentante di teropoda, Oculudentavis è privo di fenestra antorbitale: il mascellare fa ampiamente parte del margine anteriore dell'orbita, una configurazione molto primitiva che ricorda molti lepidosauri. L'osso quadrato presenta un'ampia concavità laterale. Il mascellare e la dentatura posteriore del mascellare si estendono ampiamente sotto l'orbita, entrambi caratteri primitivi dei rettili assenti in tutti i coelurosauri. La dentatura inoltre presenta un impianto acrodonte o pleurodonte, dove i denti non sono inseriti in alveoli dentali, come in tutti i dinosauri e gli arcosauri, bensì appoggiano al margine linguale del parapetto laterale dell'osso corrispondente. Il processo coronoideo descrive una concavità posterodorsale della mandibola: nei maniraptori il coronoideo è un osso vestigiale, spesso del tutto assente, mentre la posizione e la forma presenti in Oculudentavis ricorda quella di un lepidosauro. Inoltre, una macchia di pelle apparentemente squamosa è visibile vicino alla base del cranio, insolita per un uccello, ma coerente con un'identità lepidosaurica. Tutte queste inusuali caratteristiche sono state usate come argomento contro un'identità aviale.

## Classificazione
Le specializzazioni causate dalle ridotte dimensioni di Oculudentavis hanno portato a diverse difficoltà nel trarre conclusioni precise sulla sua classificazione. L'analisi filogenetica presente nella descrizione originale supporta un posizionamento basale per Oculudentavis all'interno di Avialae, leggermente più vicino agli uccelli moderni rispetto ad Archaeopteryx. Ciò suggerirebbe l'esistenza di una discendenza fantasma di circa 50 milioni di anni tra il Giurassico superiore e ed il medio Cretaceo. Altre classificazioni più parsimoniose, invece, suggeriscono una collocazione tra gli enanthiorniti, come altri uccelli conservati nelle ambre birmane.
Poco dopo la pubblicazione dell'articolo, diversi paleontologi hanno espresso scetticismo sul fatto che Oculudentavis sia persino un dinosauro, a causa di un numero elevato di caratteristica che richiamano gli squamati piuttosto che i teropodi. La forma generale del cranio è considerata l'argomento più ampio a favore delle affinità con gli uccelli, ma è noto che alcune lucertole viventi (Meroles, Anolis) e rettili estinti (Avicranium, Teraterpeton) presentano crani dalla forma convergente con quelli degli uccelli. Gli autori dello studio originale sono stati criticati anche per aver utilizzato un'analisi filogenetica incentrata primariamente sugli uccelli, senza considerare gli squamati. I redattori dell'Institute of Vertebrate Paleontology and Paleoanthropology hanno pubblicato un editoriale che sostiene l'interpretazione di Oculudentavis come una lucertola piuttosto che un aviale.

## Scoperta e denominazione
Oculudentavis è noto solamente per un cranio completo conservato nell'ambra birmana, trovato nel sito di Angbamo, nel comune di Tanai, nello Stato Kachin, nel Myanmar settentrionale. Il nome del genere, Oculudentavis, è stato scelto per includere la combinazione delle parole oculus, dentes e avis. Queste parole latine si traducono rispettivamente in "occhio", "denti" e "uccello". Il nome specifico, khaungraae, rende omaggio a Khaung Ra, la donna che ha donato il pezzo d'ambra allo Hupoge Amber Museum per motivi di studio. Attualmente, l'olotipo è catalogato come HPG-15-3 nel Hupoge Amber Museum.

## Paleoecologia

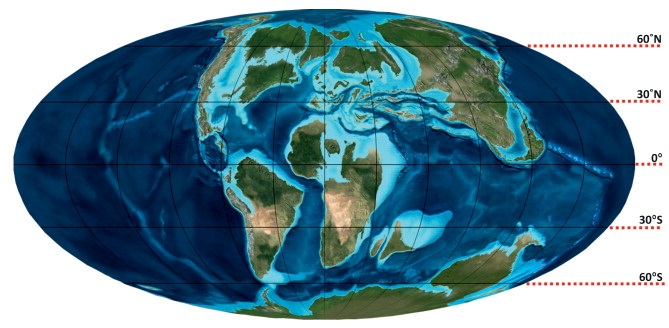
Paleogeografia durante il Turoniano (90 milioni di anni fa)
Mappa originale di Ron Blakey

Le ambre birmane vengono recuperate dalla Valle Hukawng, la rappresentazione geografica del bacino Hukawng, una grande bacino sedimentario risalente al Mesozoico-Cenozoico nello Stato Kachin, nel nord del Myanmar. Nel corso del tempo gli strati hanno subito piegamenti e faglie. Il bacino è considerato parte del West Burma Block o Burma Terrane, che ha una storia tettonica dibattuta. Il blocco faceva parte del Gondwana almeno durante il Paleozoico inferiore, ma i tempi di deriva sono molto incerti, con stime che vanno dal Devoniano al Cretaceo inferiore. È inoltre contestato se al momento della deposizione delle ambre il blocco si fosse già adagiato sul margine continentale asiatico.
Alcuni membri della flora e della fauna hanno affinità gondwaniane sebbene gli albanerpetonidi si trovino più tipicamente nei continenti settentrionali. Una recente ricostruzione paleomagnetica ha scoperto che la Birmania formò una massa terrestre isolana nell'Oceano Tetide durante il Cretaceo medio ad una latitudine intorno ai 5-10 gradi a sud dell'equatore.

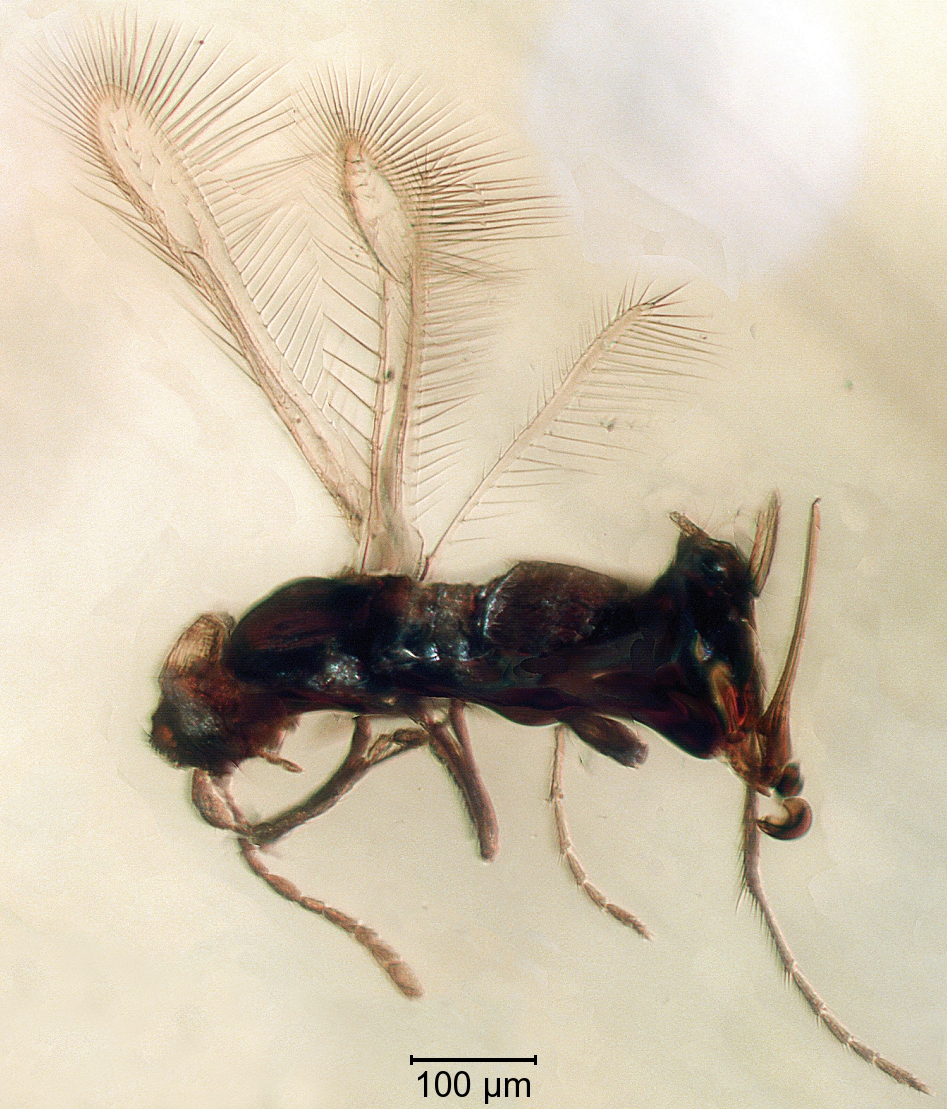
Myanmymar aresconoides

I depositi d'ambra del Myanmar hanno permesso agli studiosi di conoscere una gran varietà di dettagli e creature. Normalmente, creature ed elementi così piccoli si fossilizzano difficilmente. Tuttavia, grazie all'incredibile preservazione fornita dall'ambra è stato possibile identificare flora fossile (compresi muschi e monocotiledoni simili a bambù), artropodi (tra cui ragni pisauridi, onycophorani, opilioni, e coccoidei), e un gran numero di piccoli vertebrati (il che include anche la loro anatomia tridimensionale ben conservata, che conserva non solo scheletri ma anche organi, pelle e piume), che formavano la paleoecologia dell'ambiente cenomaniano del luogo. La scoperta della rana Electrorana limoae (il più antico record fossile di rane nell'ambra), il serpente Xiaophis myanmarensi, la lucertola Cretaceogekko burmae, un albanerpetontide e numerosi enanthiorniti, tra cui Elektorornis, ed esemplari ancora non descritti, suggeriscono un ecosistema composta da foreste tropicali umide, dal clima caldo, e ricche di ambienti fluviali. Inoltre, la presenza di ammoniti e ostracodi marini suggerisce che alcune di queste foreste si trovassero sul litorale.
Tramite gli zirconi nei tufi della formazione in cui è stata trovata l'ambra birmana è stato possibile tracciare una datazione tramite il metodo di datazione U-Pb a 98,8 ± 0,6 milioni di anni fa, allo stadio Cenomaniano, del Cretaceo superiore.

## Controversie

### Etica sull'estrazione delle ambre birmane
A seguito di un importante articolo, pubblicato sulla copertina di Nature, diversi paleontologi hanno riacceso il dibattito riguardante le controversie derivate dall'ambra birmana, che furono sollevate per la prima volta nel 2019. Il centro delle controversie riguardano le condizioni di lavoro disumane dei minatori (molti dei quali sono minorenni) che estraggono le ambre, in condizioni assai pericolose ed in territori sotto minaccia della milizia. Inoltre, sembrerebbe che il commercio delle ambre birmane aiuti a finanziare il conflitto di Kachin, in modo simile alla vicenda dei diamanti insanguinati, in Africa. A seguito di tali rivelazioni, numerosi paleontologi indignati hanno deciso di non studiare ne acquistare più nuovi esemplari dal Myanmar.

### Criticismi scientifici
In risposta all'identificazione tassonomica nel documento descrittivo di Oculudentavis, critici come Wang et al. hanno notato un uso deliberato di un linguaggio ambiguo da parte degli autori, in particolare l'affermazione secondo cui Oculudentavis è "simile ad un uccello" anziché "essere un uccello" e l'ammissione che "esiste un forte possibilità che i nuovi dati possano alterare marcatamente [la loro] conclusione sistematica". La decisione degli autori di presumere che Oculudentavis sia un uccello a priori, senza testare altre possibili identificazioni per la loro descrizione morfologica e analisi filogenetica, è stata indicata come "illogica" da Wang et al., il quale ha osservato che il rifiuto di questa ipotesi comprometterebbe le conclusioni e il significato del documento.